# Neptis amorosca
Neptis amorosca är en fjärilsart som beskrevs av Hans Fruhstorfer 1905. Neptis amorosca ingår i släktet Neptis och familjen praktfjärilar. Inga underarter finns listade i Catalogue of Life.